# درونوو
درونوو (به لاتین: Dronovo) یک منطقهٔ مسکونی در روسیه است که در استان آمور واقع شده‌است.